# 细孔穿盾虫
细孔穿盾虫（学名：Dorataspis micropora）为穿盾虫科穿盾虫属的动物。分布于大西洋、俾斯麦群岛、苏门答腊、马尔加什、好望角附近、索马里沿岸、那波利湾以及中国东海等海域。
其种加词“micropora”意为“小孔的”。

## 亚种
- 胼胝穿盾虫变种（学名：Dorataspis micropora var. callosa），Popofsky于1906年命名。分布于大西洋、俾斯麦群岛、孟加拉湾、苏门答腊以及中国东海等海域。[2]